# Óceánia (regény)
Az Óceánia Jókai Mór 1856-ban megjelent novellája.

## Az 1974-es kiadás
A novella a Kozmosz Fantasztikus Könyvek sorozatban is megjelent 1974-ben. A kötet egy 1904-ben született regényt (Ahol a pénz nem isten) és négy novellát tartalmaz a szerző sci-fi műveiből. A borítógrafika Korga György munkája.

### Tartalom
- Ahol a pénz nem isten (regény)
- Az achaemenidion
- A leaotungi emberkék
- Történetek egy ócska kastélyban
- Óceánia

### Történet
A regény mitikus látomás az emberiség hanyatlásáról; a novellák a különc anekdotákon át közelítenek a hétköznapokhoz, az enyhe szatírától ívelnek a szomorkás lemondásig.

## Főbb kiadásai
- Oceania. Egy elsülyedt világrész története; Heckenast, Pest, 1856
- Óceánia; utószó Nagy Miklós; Kozmosz Könyvek, Bp., 1974 (Kozmosz Fantasztikus Könyvek)
- Egész az északi pólusig / Óceánia; Creangă, Bukarest, 1991
- Óceánia és más elbeszélések; sajtó alá rend., utószó Majtényi Zoltán; Unikornis, Bp., 2004 (Jókai Mór munkái)